# Club Atlético Atlanta (fútbol femenino)
El Club Atlético Atlanta es una institución social, cultural y deportiva argentina, radicada en el barrio de Villa Crespo, Buenos Aires. Fue fundado el 12 de octubre de 1904. Su disciplina de fútbol femenino, conocida como Atlanta femenino data oficialmente desde el 15 de octubre de 2015 y compite en AFA desde 2016. las Bohemias, como son apodadas, actualmente disputan la Primera División B, segunda categoría del fútbol femenino argentino.
Su estadio es el Don León Kolbowsky, aunque solo ocasionalmente disputan partidos en el estadio principal. Suelen hacer de local en el Predio Antonio Carbone y en la cancha auxiliar del club (ambas propiedades de Atlanta), también en el Predio Rancho Taxco (que no es propiedad del club).
El equipo participó por tres temporadas en la Primera División, desde la temporada 2016-17 hasta su descenso en la 2018-19.

## Historia

### Inicios
El 15 de octubre de 2015 el club anunció oficialmente la creación de la sección de fútbol femenino, con el proyecto de competir oficialmente en la Asociación del Fútbol Argentino en el año 2016. Ya contaban anteriormente con equipos femeninos de fútsal (iniciado en 2013) y fútbol 5, categorías en las que ganaron diversos campeonatos. Jugaron diversos partidos y torneos amistosos a la espera de su debut.

### Debut y ascenso
Iniciaron en torneos oficiales como equipo incorporado de la Primera B 2016 (primera temporada de la segunda categoría del fút-fem argentino). Su primer partido oficial estaba programado para el 2 de abril de 2016, sin embargo se jugó el día 7 del dicho mes debido a condiciones climáticas desfavorables. El partido culminó en victoria 2-1 ante Almagro en el Predio Antonio Carbone.
En dicha temporada acabaron en 3° puesto con 56 puntos, producto de 17 victorias, 5 empates y 4 derrotas (y 42 goles a favor y 17 en contra). Su buena campaña le permitió acceder al tercer ascenso disponible y competir en la máxima categoría.

### Años en primera
Su paso por primera no fue muy bueno en resultados, acabando antepenúltimas en su primera temporada,las undécimas (de 14 equipos) en 2017-18 (aunque clasificando a cuartos de final de la Copa de Plata, donde cayeron 3-2 ante Estudiantes de La Plata), y en 2018-19 penúltimas de su zona y en la fase permanencia, concretando su descenso a segunda división.

### Actualidad
Han participado de la Primera División B desde entonces, teniendo rendimientos en posiciones en mitad de tabla.

## Jugadoras

### Plantel
Actualizado a marzo de 2023.

## Cuerpo técnico
| Nombre          | Función                |
| --------------- | ---------------------- |
| Victor Paredes  | Director técnico       |
| Gonzalo Paredes | Segundo entrenador     |
| Uriel Roca      | Entrenador de arqueras |
| Marcela Gilardi | Preparadora física     |
| Rocio Asensio   | Kinesióloga            |
| Hugo Verón      | Utilero                |

Actualizado a marzo de 2023.

## Participación en campeonatos nacionales

### Cronograma
La competencia AFA oficial comenzó a disputarse desde 1991, la segunda división desde 2016. Atlanta hizo su primera aparición en abril de 2016 hasta octubre del mismo año en la Primera División B.

## Palmarés
| Competición        | Campeón | Subcampeón | 3.er Puesto |
| ------------------ | ------- | ---------- | ----------- |
| Primera División A |         |            |             |
| Primera División B |         |            | 2016        |